# Chapelle Saint-Jean de Crupies
Pour les articles homonymes, voir Chapelle Saint-Jean.
La chapelle Saint-Jean est une chapelle romane située sur le territoire de la commune de Crupies dans le département français de la Drôme et la région Auvergne-Rhône-Alpes.

## Historique
Mentionnée pour la première fois en 1107, la chapelle de Crupies dispute à l'église Saint-Jean-Baptiste de Charols le titre d'église la plus ancienne du département de la Drôme.
Elle dépendait de l'abbaye bénédictine de Savigny et plus particulièrement du prieuré Saint-Michel de Bourdeaux.
Elle fait l'objet d'une inscription au titre des monuments historiques depuis le 26 décembre 1980.